# Trigonostemon stellaris
Trigonostemon stellaris är en törelväxtart som först beskrevs av François Gagnepain, och fick sitt nu gällande namn av Airy Shaw. Trigonostemon stellaris ingår i släktet Trigonostemon och familjen törelväxter.
Artens utbredningsområde är Vietnam. Inga underarter finns listade i Catalogue of Life.